# Teresa Gisbert Jordà
|  | Aquest article tracta sobre jurista i fiscal valenciana. Vegeu-ne altres significats a «Teresa Gisbert Carbonell». |

Teresa Gisbert Jordà (València, 1957) és una jurista i fiscal valenciana, especialista en matèria de menors. Després de ser Fiscal en Cap Provincial de València, en febrer de 2019 va prendre possessió com a Fiscal Superior de la Fiscalia Superior de la Comunitat Valenciana, en substitució d'Antonio Montabes Córdoba, estant al càrrec de les tres Fiscalies provincials, 249 Fiscals i 178 funcionaris.

## Biografia
És membre de la Unió Progressista de Fiscals i del Comité Científic de la Fundació Valenciana d'Estudis sobre Infància i Joventut. La Fiscal General de l'Estat, María José Segarra li va reconèixer “la permanent dedicació des de llocs de responsabilitat a un servei públic cada vegada més necessitat de persones amb eixa vocació de servei”. És germana del periodista Emili Gisbert Jordà i neta de Manuel Gisbert Rico, últim alcalde republicà de València, estant la seua família vinculada a la política i el dret.

### Carrera fiscal i docència
Va començar com a Fiscal l'any 1981 a Mataró-Arenys de Mar i l'any 1982 va prendre possessió a la Fiscalia de l'Audiència Provincial de Castelló, en l'Agrupació de Vinaròs-Sant Mateu. El 1984 va prendre possessió a la Fiscalia del Tribunal Superior de Justícia de la Comunitat Valenciana i en març de 2008 va prendre possessió com a Fiscal en Cap Provincial de València i en febrer de 2019 ho va fer com a Fiscal Superior de la Comunitat Valenciana. De 1991 a 1996 ha estat membre del Consell Fiscal.
Ha fet classes com a Professora Associada de la Càtedra de Dret Civil de la Facultat de Dret de València els anys 1997 i 1998. Des de l'any 1998 és tutora de l'Escola de Pràctica Jurídica de l'Il·lustre Col·legi d'Advocats de València. També ha participat com a directora, coordinadora o ponent en diversos cursos per a professionals del dret, taules redones i conferències.

## Reconeixements
- 1990, Creu distingida de 1ª Classe de l'Ordre de Sant Ramon de Penyafort.[4]
- 2002, Premi del Dia Internacional de la Dona Treballadora, de les Corts Valencianes.[4]
- 2014, Premis Æquitas del Col·legi Oficial de Graduats Socials.[6]
- 2019, Premi Integritat de l'EVAP (Associació d'Empresàries i Professionals de València).[7]

## Coincidència
L'elecció de Teresa Gisbert com a Fiscal Superior del País Valencià va provocar que els principals càrrecs de la justícia valenciana estigueren ocupats per quatre dones: Pilar de la Oliva (presidenta del TSJCV), Gabriela Bravo (consellera de Justícia), Auxiliadora Borja (degana dels advocats) i Laura Oliver (degana dels procuradors).

## Publicacions[4][8]
- El Fiscal y la Ley Orgánica 4/92. Dos años de aplicación. NUM. III- 1995 255
- La posición de las otras partes en el proceso. NUM. VII- 1997 397
- Aspectos comunes de la jurisdicción de menores y la de adultos. NUM. II- 2003 697
- Las medidas cautelares. NUM. I- 2001 103
- Cuestiones sobre medidas cautelares. NUM. I- 2001
- Análisis del procedimiento. Sus fases. Las demás partes en el proceso. Especial atención a la víctima como coadyuvante sin acción. NUM. VI- 2000 149.
- Sida y Derecho Penitenciario. Consejo General del Poder Judicial. Cuadernos de Derecho Judicial. Problemas del Tratamiento Jurídico del Sida. Madrid 1.995.
- La entrada en vigor de la elevación de la mayoría de edad penal. Una nueva interpretación. La Ley. Año XVII. Número 4011. 9 de abril de 1996.
- Ley de Protección Jurídica del Menor. Boletín de Información del Ministerio de Justicia, Año L. 15 de junio de 1.996. Número 1776. Págs. 2585 a 2608.
- Incidencias del nuevo Código Penal en la legislación de menores. Cuadernos de Derecho Judicial. Consejo General del Poder Judicial. Madrid 1.996.
- Legislación sobre el nacimiento con la ayuda de la técnica: la reproducción asistida humana y sus implicaciones. AMA. Madrid 1.998.
- Aspectos Legales en Oncología Médica. Nova Sidonia 2000.
- Libro Blanco del Ministerio Fiscal (va ser una de les responsables).[1]